# Sven Hagvil
Sven Lennart Hagvil, född 29 mars 1953 i Askers församling, Örebro län, är en svensk kompositör bosatt i Motala.
Sven Hagvil studerade på Kungliga Musikhögskolan i Stockholm 1978–1981 med bland andra Arne Mellnäs och Lars-Erik Rosell som lärare. Sedan dess har Sven Hagvil kontinuerligt arrangerat och komponerat framförallt körmusik, vid sidan av sitt arbete som musikpedagog på Lunnevads folkhögskola. Han valdes in i Föreningen svenska tonsättare 2004. 39 verk finns utgivna på bland annat Gehrmans musikförlag och Bo Ejeby förlag.
Sven Hagvils hittills mest omfattande verk är Symphony of Solitarities (2006), komponerat för blandad kör och sopransaxofon, uruppfört av Anders Paulsson och S:t Johannes kammarkör. Det mest framförda verket är Missa "Via Interna" (2003) som beställdes av Linköpings universitet till 700-årsminnet av Heliga Birgittas födelse. Det har framförts av över 20 körer i flera länder och uppmärksammades i SVT:s Kultursöndag. 2013 skapades musik i samarbete med poeten Bob Hansson. 2015 skedde ett samarbete i videoformat med konstnären Lars Hoffsten.